# Olympische Sommerspiele 2020/Teilnehmer (Chile)
| Gelbes Symbol für Goldmedaillen mit stilisierten Olympischen Ringen | Graues Symbol für Silbermedaillen mit stilisierten Olympischen Ringen | Braundes Symbol für Bronzemedaillen mit stilisierten Olympischen Ringen |
| ------------------------------------------------------------------- | --------------------------------------------------------------------- | ----------------------------------------------------------------------- |
| —                                                                   | —                                                                     | —                                                                       |

Chile nahm an den Olympischen Spielen 2020 in Tokio mit 58 Sportlern in 24 Sportarten teil. Es war die insgesamt 24. Teilnahme an Olympischen Sommerspielen.

## Teilnehmer nach Sportarten

### Beachvolleyball
| Athleten                      | Gruppenphase            | Gruppenphase              | Gruppenphase | Gruppenphase | Achtelfinale         | Achtelfinale       | Viertelfinale | Viertelfinale | Halbfinale    | Halbfinale    | Finale        | Finale        | Rang |
| Athleten                      | Gegner                  | Ergebnis                  | Punkte       | Rang         | Gegner               | Ergebnis           | Gegner        | Ergebnis      | Gegner        | Ergebnis      | Gegner        | Ergebnis      | Rang |
| ----------------------------- | ----------------------- | ------------------------- | ------------ | ------------ | -------------------- | ------------------ | ------------- | ------------- | ------------- | ------------- | ------------- | ------------- | ---- |
| Männer                        |                         |                           |              |              |                      |                    |               |               |               |               |               |               |      |
| Esteban Grimalt Marco Grimalt | Evandro / Bruno Schmidt | 1:2 (15:21, 21:16, 12:15) | 4            | 3            | Semjonow / Leschukow | 0:2 (16:21, 16:21) | ausgeschieden | ausgeschieden | ausgeschieden | ausgeschieden | ausgeschieden | ausgeschieden | 9    |
| Esteban Grimalt Marco Grimalt | Fijałek / Bryl          | 0:2 (17:21, 18:21)        | 4            | 3            | Semjonow / Leschukow | 0:2 (16:21, 16:21) | ausgeschieden | ausgeschieden | ausgeschieden | ausgeschieden | ausgeschieden | ausgeschieden | 9    |
| Esteban Grimalt Marco Grimalt | Abicha / Elgraoui       | 2:0 (21:14, 21:12)        | 4            | 3            | Semjonow / Leschukow | 0:2 (16:21, 16:21) | ausgeschieden | ausgeschieden | ausgeschieden | ausgeschieden | ausgeschieden | ausgeschieden | 9    |
| Esteban Grimalt Marco Grimalt | Gerson / Heidrich*      | 2:0 (21:17, 21:18)        | Play-off     | Play-off     | Semjonow / Leschukow | 0:2 (16:21, 16:21) | ausgeschieden | ausgeschieden | ausgeschieden | ausgeschieden | ausgeschieden | ausgeschieden | 9    |

*Lucky-Loser-Play-off

### Bogenschießen
| Athleten       | Wettbewerb | Qualifikation | Qualifikation | 1. Runde | 1. Runde | 2. Runde      | 2. Runde      | Achtelfinale  | Achtelfinale  | Viertelfinale | Viertelfinale | Halbfinale    | Halbfinale    | Finale        | Finale        | Rang |
| Athleten       | Wettbewerb | Ringe         | Rang          | Gegner   | Ergebnis | Gegner        | Ergebnis      | Gegner        | Ergebnis      | Gegner        | Ergebnis      | Gegner        | Ergebnis      | Gegner        | Ergebnis      | Rang |
| -------------- | ---------- | ------------- | ------------- | -------- | -------- | ------------- | ------------- | ------------- | ------------- | ------------- | ------------- | ------------- | ------------- | ------------- | ------------- | ---- |
| Männer         |            |               |               |          |          |               |               |               |               |               |               |               |               |               |               |      |
| Andres Aguilar | Einzel     | 662           | 18            | J. Wukie | 1:7      | ausgeschieden | ausgeschieden | ausgeschieden | ausgeschieden | ausgeschieden | ausgeschieden | ausgeschieden | ausgeschieden | ausgeschieden | ausgeschieden | 33   |

### Fechten
| Athleten          | Wettbewerb     | 1. Runde    | 1. Runde | 2. Runde      | 2. Runde      | Achtelfinale  | Achtelfinale  | Viertelfinale | Viertelfinale | Halbfinale / Klassifikation | Halbfinale / Klassifikation | Finale / Platzierung | Finale / Platzierung | Rang |
| Athleten          | Wettbewerb     | Gegner      | Ergebnis | Gegner        | Ergebnis      | Gegner        | Ergebnis      | Gegner        | Ergebnis      | Gegner                      | Ergebnis                    | Gegner               | Ergebnis             | Rang |
| ----------------- | -------------- | ----------- | -------- | ------------- | ------------- | ------------- | ------------- | ------------- | ------------- | --------------------------- | --------------------------- | -------------------- | -------------------- | ---- |
| Frauen            |                |             |          |               |               |               |               |               |               |                             |                             |                      |                      |      |
| Katina Proestakis | Florett Einzel | M. Jelińska | 12:15    | ausgeschieden | ausgeschieden | ausgeschieden | ausgeschieden | ausgeschieden | ausgeschieden | ausgeschieden               | ausgeschieden               | ausgeschieden        | ausgeschieden        | 33   |

### Fußball
| Wettbewerb    | Frauen |
| ------------- | --- |
| Athleten      | Christiane Endler Yastin Jiménez Carla Guerrero Francisca Lara Fernanda Ramírez Nayadet López Yenny Acuña Karen Araya María José Urrutia Yanara Aedo Yessenia López Natalia Campos Fernanda Pinilla Daniela Pardo Daniela Zamora Rosario Balmaceda Javiera Toro Camila Sáez Javiera Grez Francisca Mardones Valentina Díaz Antonia Canales |
| Gruppenphase  | Großbritannien (0:2) Kanada (1:2) Japan (0:1) |
| Viertelfinale | ausgeschieden |
| Halbfinale    | ausgeschieden |
| Finale        | ausgeschieden |
| Platzierung   | Gruppenvierter |

### Gewichtheben
| Athleten              | Wettbewerb              | Reißen  | Reißen | Stoßen                | Stoßen                | Zweikampf | Zweikampf | Rang |
| Athleten              | Wettbewerb              | Gewicht | Rang   | Gewicht               | Rang                  | Gewicht   | Rang      | Rang |
| --------------------- | ----------------------- | ------- | ------ | --------------------- | --------------------- | --------- | --------- | ---- |
| Frauen                |                         |         |        |                       |                       |           |           |      |
| María Fernanda Valdés | Schwergewicht bis 87 kg | DNS     | DNS    | DNS                   | DNS                   | DNS       | DNS       | DNS  |
| Männer                |                         |         |        |                       |                       |           |           |      |
| Arley Méndez          | Mittelgewicht bis 81 kg | 160 kg  | 8      | ohne gültigen Versuch | ohne gültigen Versuch | —         | —         | —    |

### Golf
| Athleten        | Runde 1 | Runde 2 | Runde 3 | Runde 4 | Gesamt | Par | Rang |
| --------------- | ------- | ------- | ------- | ------- | ------ | --- | ---- |
| Männer          |         |         |         |         |        |     |      |
| Joaquín Niemann | 70      | 69      | 66      | 65      | 270    | −14 | 10   |
| Mito Pereira    | 69      | 65      | 68      | 67      | 269    | −15 | 4    |

### Judo
| Athleten        | Wettbewerb | 1. Runde | 1. Runde | 2. Runde      | 2. Runde | Viertelfinale | Viertelfinale | Halbfinale / Trostrunde | Halbfinale / Trostrunde | Finale / Platz 3 | Finale / Platz 3 | Rang |
| Athleten        | Wettbewerb | Gegner   | Ergebnis | Gegner        | Ergebnis | Gegner        | Ergebnis      | Gegner                  | Ergebnis                | Gegner           | Ergebnis         | Rang |
| --------------- | ---------- | -------- | -------- | ------------- | -------- | ------------- | ------------- | ----------------------- | ----------------------- | ---------------- | ---------------- | ---- |
| Frauen          |            |          |          |               |          |               |               |                         |                         |                  |                  |      |
| Mary Dee Vargas | bis 48 kg  | K. Menz  | 1:0s1    | U. Mönchbatyn | 0:10     | ausgeschieden | ausgeschieden | ausgeschieden           | ausgeschieden           | ausgeschieden    | ausgeschieden    | 9    |

### Kanu

#### Kanurennsport
| Athleten                   | Wettbewerb | Vorlauf      | Vorlauf | Viertelfinale | Viertelfinale | Halbfinale    | Halbfinale    | B-Finale     | B-Finale | Rang |
| Athleten                   | Wettbewerb | Zeit         | Rang    | Zeit          | Rang          | Zeit          | Rang          | Zeit         | Rang     | Rang |
| -------------------------- | ---------- | ------------ | ------- | ------------- | ------------- | ------------- | ------------- | ------------ | -------- | ---- |
| Frauen                     |            |              |         |               |               |               |               |              |          |      |
| Maria Mailliard            | C-1 200 m  | 47,557 s     | 4       | 46,122 s      | 2             | 48,198 s      | 5             | 47,610 s     | 2        | 10   |
| Karen Roco Maria Mailliard | C-2 500 m  | 2:09,820 min | 6       | 2:04,969 min  | 4             | ausgeschieden | ausgeschieden | 2:02,698 min | 1        | 9    |

### Leichtathletik
Springen und Werfen 
| Athleten          | Wettbewerb | Qualifikation | Qualifikation | Finale        | Finale        | Rang |
| Athleten          | Wettbewerb | Weite/Höhe    | Rang          | Weite/Höhe    | Rang          | Rang |
| ----------------- | ---------- | ------------- | ------------- | ------------- | ------------- | ---- |
| Frauen            |            |               |               |               |               |      |
| Karen Gallardo    | Diskuswurf | 55,81 m       | 29            | ausgeschieden | ausgeschieden | 29   |
| Männer            |            |               |               |               |               |      |
| Gabriel Kehr      | Hammerwurf | 75,60 m       | 13            | ausgeschieden | ausgeschieden | 13   |
| Humberto Mansilla | Hammerwurf | 74,76 m       | 17            | ausgeschieden | ausgeschieden | 17   |

### Moderner Fünfkampf
| Athleten       | Fechten | Fechten | Schwimmen   | Schwimmen | Reiten | Reiten | Combined     | Combined | Punkte | Rang |
| Athleten       | Bilanz  | Punkte  | Zeit        | Punkte    | Zeit   | Punkte | Zeit         | Punkte   | Punkte | Rang |
| -------------- | ------- | ------- | ----------- | --------- | ------ | ------ | ------------ | -------- | ------ | ---- |
| Männer         |         |         |             |           |        |        |              |          |        |      |
| Esteban Bustos | 18+0    | 208     | 2:05,24 min | 300       | E      | 0      | 11:52,66 min | 588      | 1096   | 34   |

### Radsport

#### Straße
| Athleten      | Wettbewerb    | Zeit | Rang |
| ------------- | ------------- | ---- | ---- |
| Frauen        |               |      |      |
| Catalina Soto | Straßenrennen | DNF  | –    |

#### Mountainbike
| Athleten        | Wettbewerb    | Zeit      | Rang |
| --------------- | ------------- | --------- | ---- |
| Männer          |               |           |      |
| Martín Vidaurre | Cross-Country | 1:28:33 h | 16   |

#### BMX
| Athleten       | Wettbewerb | Qualifikation | Qualifikation | Finale | Finale |
| Athleten       | Wettbewerb | Punkte        | Rang          | Punkte | Rang   |
| -------------- | ---------- | ------------- | ------------- | ------ | ------ |
| Frauen         |            |               |               |        |        |
| Macarena Pérez | Freestyle  | 67,90         | 7             | 73,80  | 8      |

### Reiten

#### Dressurreiten
| Athleten                   | Wettbewerb | Strafpunkte      | Strafpunkte   | Strafpunkte   | Strafpunkte   | Strafpunkte   | Strafpunkte   | Rang |
| Athleten                   | Wettbewerb | 1. Qualifikation | Nationenpreis | Nationenpreis | Nationenpreis | Einzelfinale  | Einzelfinale  | Rang |
| Athleten                   | Wettbewerb | 1. Qualifikation | 1. Umlauf     | 2. Umlauf     | Stechen       | 1. Umlauf     | 2. Umlauf     | Rang |
| -------------------------- | ---------- | ---------------- | ------------- | ------------- | ------------- | ------------- | ------------- | ---- |
| Virginia Yarur mit Ronaldo | Einzel     | 66,227 %         | ausgeschieden | ausgeschieden | ausgeschieden | ausgeschieden | ausgeschieden | 46   |

#### Springreiten
| Athleten               | Wettbewerb | Strafpunkte   | Strafpunkte   | Strafpunkte   | Rang |
| Athleten               | Wettbewerb | Qualifikation | Einzelfinale  | Einzelfinale  | Rang |
| Athleten               | Wettbewerb | Qualifikation | 1. Umlauf     | Stechen       | Rang |
| ---------------------- | ---------- | ------------- | ------------- | ------------- | ---- |
| Samuel Parot mit Dubai | Einzel     | (4)           | ausgeschieden | ausgeschieden | 31   |

### Ringen

#### Griechisch-römischer Stil
Legende: G = Gewonnen, V = Verloren, S = Schultersieg
| Athleten       | Wettbewerb        | Achtelfinale | Achtelfinale | Viertelfinale | Viertelfinale | Halbfinale   | Halbfinale | Hoffnungsrunde Halbfinale | Hoffnungsrunde Halbfinale | Hoffnungsrunde Finale | Hoffnungsrunde Finale | Finale        | Finale        | Rang |
| Athleten       | Wettbewerb        | Gegner       | Ergebnis     | Gegner        | Ergebnis      | Gegner       | Ergebnis   | Gegner                    | Ergebnis                  | Gegner                | Ergebnis              | Gegner        | Ergebnis      | Rang |
| -------------- | ----------------- | ------------ | ------------ | ------------- | ------------- | ------------ | ---------- | ------------------------- | ------------------------- | --------------------- | --------------------- | ------------- | ------------- | ---- |
| Männer         |                   |              |              |               |               |              |            |                           |                           |                       |                       |               |               |      |
| Yasmani Acosta | Klasse bis 130 kg | A. Guennichi | G 5:1        | M. Abdullayev | G 2:0         | I. Kadschaia | V 1:1      | —                         | —                         | S. Semjonow           | V 1:1                 | ausgeschieden | ausgeschieden | 5    |

### Rudern
| Athleten                          | Wettbewerb                  | Vorlauf     | Vorlauf | Vorlauf       | Hoffnungslauf | Hoffnungslauf | Hoffnungslauf | Halbfinale | Halbfinale | Halbfinale    | Finale      | Finale | Rang |
| Athleten                          | Wettbewerb                  | Zeit        | Platz   | Qualifikation | Zeit          | Platz         | Qualifikation | Zeit       | Platz      | Qualifikation | Zeit        | Platz  | Rang |
| --------------------------------- | --------------------------- | ----------- | ------- | ------------- | ------------- | ------------- | ------------- | ---------- | ---------- | ------------- | ----------- | ------ | ---- |
| Männer                            |                             |             |         |               |               |               |               |            |            |               |             |        |      |
| César Abaraoa Eber Sanhueza Rojas | Leichtgewichts-Doppelzweier | 6:53,15 min | 5       | Hoffnungslauf | 6:48,22 min   | 5             | Finale C      | –          | –          | –             | 6:31,97 min | 2      | 14   |

### Schießen
| Athleten           | Wettbewerb | Qualifikation   | Qualifikation | Finale          | Finale        | Ringe/ Scheiben | Rang |
| Athleten           | Wettbewerb | Ringe/ Scheiben | Rang          | Ringe/ Scheiben | Rang          | Ringe/ Scheiben | Rang |
| ------------------ | ---------- | --------------- | ------------- | --------------- | ------------- | --------------- | ---- |
| Frauen             |            |                 |               |                 |               |                 |      |
| Francisca Crovetto | Skeet      | 112             | 23            | ausgeschieden   | ausgeschieden | 112             | 23   |

### Schwimmen
| Athleten          | Wettbewerb      | Vorlauf      | Vorlauf | Halbfinale | Halbfinale | Finale        | Finale        | Rang |
| Athleten          | Wettbewerb      | Zeit         | Rang    | Zeit       | Rang       | Zeit          | Rang          | Rang |
| ----------------- | --------------- | ------------ | ------- | ---------- | ---------- | ------------- | ------------- | ---- |
| Frauen            |                 |              |         |            |            |               |               |      |
| Kristel Köbrich   | 800 m Freistil  | 8:32,58 min  | 19      | —          | —          | ausgeschieden | ausgeschieden | 19   |
| Kristel Köbrich   | 1500 m Freistil | 16:09,09 min | 14      | —          | —          | ausgeschieden | ausgeschieden | 14   |
| Männer            |                 |              |         |            |            |               |               |      |
| Eduardo Cisternas | 400 m Freistil  | 3:54,10 min  | 27      | —          | —          | ausgeschieden | ausgeschieden | 27   |

### Segeln
| Athleten        | Wettbewerb | Qualifikation | Qualifikation | Medal Race    | Medal Race    | Punkte | Rang |
| Athleten        | Wettbewerb | Punkte        | Rang          | Punkte        | Rang          | Punkte | Rang |
| --------------- | ---------- | ------------- | ------------- | ------------- | ------------- | ------ | ---- |
| Männer          |            |               |               |               |               |        |      |
| Clemente Seguel | Laser      | 165           | 22            | ausgeschieden | ausgeschieden | 165    | 22   |

### Skateboard
| Athleten       | Wettbewerb | Qualifikation | Qualifikation | Finale        | Finale        | Rang |
| Athleten       | Wettbewerb | Punkte        | Rang          | Punkte        | Rang          | Rang |
| -------------- | ---------- | ------------- | ------------- | ------------- | ------------- | ---- |
| Frauen         |            |               |               |               |               |      |
| Josefina Tapia | Park       | 9,73          | 19            | ausgeschieden | ausgeschieden | 19   |

### Surfen
| Athleten      | Wettbewerb | 1. Runde | 1. Runde | 2. Runde | 2. Runde | 3. Runde      | 3. Runde      | Viertelfinale | Viertelfinale | Halbfinale    | Halbfinale    | Finale / Platz 3 | Finale / Platz 3 | Rang |
| Athleten      | Wettbewerb | Punkte   | Rang     | Punkte   | Rang     | Gegner        | Ergebnis      | Gegner        | Ergebnis      | Gegner        | Ergebnis      | Gegner           | Ergebnis         | Rang |
| ------------- | ---------- | -------- | -------- | -------- | -------- | ------------- | ------------- | ------------- | ------------- | ------------- | ------------- | ---------------- | ---------------- | ---- |
| Männer        |            |          |          |          |          |               |               |               |               |               |               |                  |                  |      |
| Manuel Selman | Shortboard | 6,20     | 4        | 9,74     | 4        | ausgeschieden | ausgeschieden | ausgeschieden | ausgeschieden | ausgeschieden | ausgeschieden | ausgeschieden    | ausgeschieden    | 17   |

### Taekwondo
| Athleten         | Wettbewerb       | Achtelfinale                                        | Achtelfinale                                        | Viertelfinale                                       | Viertelfinale                                       | Hoffnungsrunde Halbfinale                           | Hoffnungsrunde Halbfinale                           | Halbfinale                                          | Halbfinale                                          | Hoffnungsrunde Finale                               | Hoffnungsrunde Finale                               | Finale                                              | Finale                                              | Rang                                                |
| Athleten         | Wettbewerb       | Gegner                                              | Ergebnis                                            | Gegner                                              | Ergebnis                                            | Gegner                                              | Ergebnis                                            | Gegner                                              | Ergebnis                                            | Gegner                                              | Ergebnis                                            | Gegner                                              | Ergebnis                                            | Rang                                                |
| ---------------- | ---------------- | --------------------------------------------------- | --------------------------------------------------- | --------------------------------------------------- | --------------------------------------------------- | --------------------------------------------------- | --------------------------------------------------- | --------------------------------------------------- | --------------------------------------------------- | --------------------------------------------------- | --------------------------------------------------- | --------------------------------------------------- | --------------------------------------------------- | --------------------------------------------------- |
| Frauen           |                  |                                                     |                                                     |                                                     |                                                     |                                                     |                                                     |                                                     |                                                     |                                                     |                                                     |                                                     |                                                     |                                                     |
| Fernanda Aguirre | Klasse bis 57 kg | nicht teilgenommen wegen positiven COVID-19-Befunds | nicht teilgenommen wegen positiven COVID-19-Befunds | nicht teilgenommen wegen positiven COVID-19-Befunds | nicht teilgenommen wegen positiven COVID-19-Befunds | nicht teilgenommen wegen positiven COVID-19-Befunds | nicht teilgenommen wegen positiven COVID-19-Befunds | nicht teilgenommen wegen positiven COVID-19-Befunds | nicht teilgenommen wegen positiven COVID-19-Befunds | nicht teilgenommen wegen positiven COVID-19-Befunds | nicht teilgenommen wegen positiven COVID-19-Befunds | nicht teilgenommen wegen positiven COVID-19-Befunds | nicht teilgenommen wegen positiven COVID-19-Befunds | nicht teilgenommen wegen positiven COVID-19-Befunds |

### Tennis
| Athleten      | Wettbewerb | 1. Runde  | 1. Runde  | 2. Runde      | 2. Runde      | Achtelfinale  | Achtelfinale  | Viertelfinale | Viertelfinale | Halbfinale    | Halbfinale    | Finale / Platz 3 | Finale / Platz 3 |
| Athleten      | Wettbewerb | Gegner    | Ergebnis  | Gegner        | Ergebnis      | Gegner        | Ergebnis      | Gegner        | Ergebnis      | Gegner        | Ergebnis      | Gegner           | Ergebnis         |
| ------------- | ---------- | --------- | --------- | ------------- | ------------- | ------------- | ------------- | ------------- | ------------- | ------------- | ------------- | ---------------- | ---------------- |
| Männer        |            |           |           |               |               |               |               |               |               |               |               |                  |                  |
| Tomás Barrios | Einzel     | J. Chardy | 1:6, 6:74 | ausgeschieden | ausgeschieden | ausgeschieden | ausgeschieden | ausgeschieden | ausgeschieden | ausgeschieden | ausgeschieden | ausgeschieden    | ausgeschieden    |

### Tischtennis
| Athleten     | Wettbewerb | 1. Runde          | 1. Runde | 2. Runde      | 2. Runde | 3. Runde      | 3. Runde      | Achtelfinale  | Achtelfinale  | Viertelfinale | Viertelfinale | Halbfinale    | Halbfinale    | Finale/Platz 3 | Finale/Platz 3 | Rang  |
| Athleten     | Wettbewerb | Gegner            | Erg.     | Gegner        | Erg.     | Gegner        | Erg.          | Gegner        | Erg.          | Gegner        | Erg.          | Gegner        | Erg.          | Gegner         | Erg.           | Rang  |
| ------------ | ---------- | ----------------- | -------- | ------------- | -------- | ------------- | ------------- | ------------- | ------------- | ------------- | ------------- | ------------- | ------------- | -------------- | -------------- | ----- |
| Männer       |            |                   |          |               |          |               |               |               |               |               |               |               |               |                |                |       |
| Paulina Vega | Einzel     | B.-E. Batmönchiin | 4:0      | S. Sawettabut | 0:4      | ausgeschieden | ausgeschieden | ausgeschieden | ausgeschieden | ausgeschieden | ausgeschieden | ausgeschieden | ausgeschieden | ausgeschieden  | ausgeschieden  | 33–48 |

### Triathlon
| Athleten             | Wettbewerb | Zeit      | Rang |
| -------------------- | ---------- | --------- | ---- |
| Frauen               |            |           |      |
| Bárbara Riveros Díaz | Einzel     | 2:02:46 h | 25   |
| Männer               |            |           |      |
| Diego Moya           | Einzel     | 1:48:29 h | 30   |

### Turnen

#### Gerätturnen
| Athleten       | Wettbewerb       | Qualifikation | Qualifikation | Finale        | Finale        | Rang |
| Athleten       | Wettbewerb       | Punkte        | Rang          | Punkte        | Rang          | Rang |
| -------------- | ---------------- | ------------- | ------------- | ------------- | ------------- | ---- |
| Frauen         |                  |               |               |               |               |      |
| Simona Castro  | Boden            | 8,566         | 85            | ausgeschieden | ausgeschieden | 85   |
| Simona Castro  | Schwebebalken    | 11,433        | 79            | ausgeschieden | ausgeschieden | 79   |
| Simona Castro  | Stufenbarren     | 11,533        | 78            | ausgeschieden | ausgeschieden | 78   |
| Simona Castro  | Mehrkampf Einzel | 46,399        | 75            | ausgeschieden | ausgeschieden | 75   |
| Männer         |                  |               |               |               |               |      |
| Tomás González | Boden            | 13,600        | 42            | ausgeschieden | ausgeschieden | 42   |